# Paul Foucret
Pierre Auguste „Paul“ Foucret (* 31. März 1908 in Paris; † 8. August 1964 in Champagney) war ein französischer Autorennfahrer.

## Karriere als Rennfahrer
Paul Fourcet war 1932 beim 24-Stunden-Rennen von Le Mans am Start. Gemeinsam mit seinem älteren Bruder Marcel steuerte er den Mercedes-Benz SSK von Henri Stoffel. Der Wagen fiel nach 22 gefahrenen Runden wegen eines Zylinderschadens aus. 

## Statistik

### Le-Mans-Ergebnisse
| Jahr | Team          | Fahrzeug          | Teamkollege    | Platzierung | Ausfallgrund    |
| ---- | ------------- | ----------------- | -------------- | ----------- | --------------- |
| 1932 | Henri Stoffel | Mercedes-Benz SSK | Marcel Foucret | Ausfall     | Zylinderschaden |